# Deluxe (Lyricalz)
Deluxe è il primo album in studio del gruppo musicale italiano Lyricalz, pubblicato nel 1996 dalla Area Cronica.
Le produzioni sono affidate a Metadone, Bassi Maestro (che si occupa anche di uno scratch in Vivremo alla grande) e di Fish, mentre al microfono al fianco di Fede e Dafa troviamo nuovamente Bassi Maestro, Rula e Didez (che insieme a Sly formano gli ATPC), Tormento, Sab Sista, Marya e Senor Mask.

## Tracce
1. Intro – 1:45 (testo: Fede, Dafa – musica: Bassi Maestro)
2. Vivremo alla grande – 4:23 (testo: Fede, Dafa – musica: Metadone, scratches Bassi Maestro)
3. La più speciale delle sere – 4:42 (testo: Fede, Dafa – musica: Fish)
4. Goditi il presente – 4:19 (testo: Fede, Dafa, Rula, Didez – musica: Bassi Maestro)
5. Certi momenti – 4:10 (testo: Fede, Dafa – musica: Metadone)
6. A sto prezzo – 4:37 (testo: Fede, Dafa, Tormento – musica: Bassi Maestro)
7. Sul mio pianeta – 4:00 (testo: Fede, Dafa – musica: Fish)
8. Di zona – 5:04 (testo: Fede, Dafa, Sab Sista – musica: Bassi Maestro)
9. La vita che finisce – 4:07 (testo: Fede, Dafa – musica: Fish)
10. Area cronica – 5:37 (testo: Fede, Dafa, Marya, Senor Mask, Tormento – musica: Bassi Maestro)
11. Abbi fede – 4:41 (testo: Fede, Dafa – musica: Bassi Maestro)
12. De Luxe – 4:59 (testo: Fede, Dafa, Ill Duo – musica: Metadone)
13. Credi che sia facile – 3:53 (testo: Fede, Dafa – musica: Fish)
14. Outro (testo: Fede, Dafa)